# NGC 3037
NGC 3037 é uma galáxia espiral barrada (SBm) localizada na direcção da constelação de Hydra. Possui uma declinação de -27° 00' 39" e uma ascensão recta de 9 horas, 51 minutos e 24,2 segundos.
A galáxia NGC 3037 foi descoberta em 26 de Março de 1835 por John Herschel.